# 阿里·弗萊斯徹
阿里·弗萊斯徹（英語：Ari Fleischer，1960年10月13日—），是美国媒體顧問和政治助手，第二十三任白宮新聞秘書。阿里·弗萊斯徹支持美國入侵伊拉克。2017年弗萊斯徹加入福克斯新聞。